# ارینا هلفنیک
ارینا هلفنیک (انگلیسی: Iryna Hlavnyk؛ زادهٔ ۱۱ may ۱۹۹۶ (۲۸ سال)) ورزشکار ورزش شنا اهل اوکراین است.
وی در مسابقات کشوری و بین‌المللی در مجموع برندهٔ ۲ مدال نقره شده‌است.